# Коноп, Илья Ильич
Илья Ильич Коноп (2 декабря 1902, Сартана, Екатеринославская губерния — 7 октября 1938) — советский педагог и журналист греческого происхождения. Главный редактор газеты «Артёмовский рабочий». Член ВКП(б). Расстрелян во время сталинских репрессий. Посмертно реабилитирован в 1956 году.

## Биография
Родился 2 декабря 1902 года в селе Сартана в семье крестьян-середняков. Грек по национальности. Член ВКП(б). Окончил Мариупольский педагогический техникум. Работал учителем в Мариуполе. Руководил окружным союзом работников образования.
В 1930 году стал первым в истории директором Мариупольского греческого педагогического техникума. Участвовал в деятельности по развитию культуры греков Приазовья. 20 января 1932 года стал членом совета по организации греческого художественно-искусствоведческого комбината в Мариуполе, благодаря чему был создан греческий театр.
В 1930—1932 годах являлся журналистом газеты «Колективистис». С 1932 года — главный редактор газеты «Артёмовский рабочий».
Во время греческой операции НКВД был арестован 2 февраля 1938 года. По обвинению в участии в контрреволюционной, националистической и шпионской организации 7 октября 1938 года расстрелян. Посмертно реабилитирован в 1956 году.